# دافنه اسکوچا
دافنه اسکوچا (انگلیسی: Daphne Scoccia؛ ‏ ۳۱ مارس ۱۹۵۵) بازیگر اهل ایتالیا است.
از فیلم‌هایی که وی در آن‌ها نقش داشته است، می‌توان به گل اشاره نمود.